# Kent Haruf
Kent Haruf (ur. 24 lutego 1943 w Pueblo w stanie Kolorado, zm. 30 listopada 2014) – amerykański pisarz.
Ukończył studia licencjackie na Nebraska Wesleyan University i magisterskie na University of Iowa. Za swoją twórczość został uhonorowany nagrodami Whiting Writers' Award i Dos Passos Prize. Jego powieść Chorał otrzymała nagrody Alex Award oraz Salon Book Award. Doczekała się również adaptacji telewizyjnej.
Był żonaty i miał trzy córki.

## Powieści
- The Tie That Binds (1984)
- Where You Once Belonged (1990)
- seria Chorał :

1. Plainsong (1999) (wyd.pol. 2003 Chorał)
2. Eventide (2004)